# Circuit Bancaixa 93/94
La III Lliga Professional d'Escala i Corda 93-94 del Circuit Bancaixa fou la tercera edició del torneig cimera de la pilota valenciana en la modalitat de l'Escala i corda.
La final es disputà al trinquet de Pelayo el 13 de març del 1993, i l'equip blau, amb Oltra i els germans Perele, s'imposà per 60-50.

## Equips
- KATAORIA Alcàsser
  - Genovés i Sarasol II
- PRISMA l'Eliana
  - Puchol, Joaquim i Pascual II
- LEONAUTO Castelló
  - Mezquita, Voro i Oñate II
- ARISTA Petrer
  - Núñez, Edi i Sanchis
- HIPODROMO 
  - Sarasol I i Solaz
- PRISMA SAGUNT 
  - Oltra, Perele I i Perele II
- NUDESPA 
  - Cervera, Grau i Tino
- COPEFLOR 
  - Pigat II, Xatet II i Pepet

### Feridors
- Muedra, Santi de Picassent i Vicentico

## Resultats
- Final trinquet Pelayo 13/03/1994

- Campió PRISMA SAGUNTO

Oltra, Perele I i Perele II (feridor Vicentico)
- Subcampió COPEFLOR

Pigat II, Xatet II i Pepet
Resultat 60-50